# Dame Gruev
Dame Gruev, celým jménem Damjan Jovanov Gruev (19. ledna 1871, Smilevo – 23. prosince 1906, Rusinovo), byl makedonský  revolucionář. Bulhaři i Makedonci ho považují za svého národního hrdinu.

## Život
Narodil se ve vesnici Smilevo, která lež na území dnešní Severní Makedonie. Střední školu studoval v Soluni, ale byl vyloučen za účast na studentských nepokojích, spolu s devatenácti dalšími studenty. Z politických důvodů se jich ujalo Srbsko a nabídlo jim studium v Bělehradě. Ale kvůli dalším nepokojům byli i z bělehradských škol vyloučeni a kolektivně emigrovali do Bulharska. Gruev zde nastoupil ke studiu na univerzitě v Sofii. Ale i z této školy byl vyloučen, dokonce s podezřením, že zavraždil bulharského ministra Christo Belčeva, které ovšem nebylo prokázáno. Gruev se tak vrátil do rodné Makedonie, kde se živil jako učitel, ale byl především rozhodnut zapojit se do odboje proti Osmanské říši, do níž tehdy Makedonie spadala. Za tím účelem se stal členem tajné paravojenské organizace VMRO (Vnitřní makedonská revoluční organizace), která bojovala proti nadvládě Turecka na územích, která byla osídlena převážně slovanským obyvatelstvem, ale jejíž jednotky ("čety") sváděly boje také s prosrbskými a prořeckými silami. Gruev zpočátku v organizaci dominoval, brzy se ovšem podělil o vůdčí úlohu s Goce Delčevem. Protože se dostal do podezření u osmanských úřadů, byl Gruev roku 1898 zbaven své řídící funkce v tajné organizaci a odjel do Bitoly. Přesto zde byl roku 1900 zatčen a dva roky vězněn. Roku 1902 konečně stanul před soudem, kde dostal trest vyhnanství v Anatolii. Roku 1903 byl osvobozen na základě amnestie. Vrátil se do Smileva, kde se zapojil do povstání, které VMRO spustila 2. srpna 1903 (tzv. Ilindenské povstání). Řídil povstalecké síly v bitolské oblasti. Povstání bylo ovšem zcela rozdrceno. Roku 1905 se Gruev stal nejvyšším mužem v VMRO a řídil ji až do své smrti. K té došlo roku 1906, kdy byl spolu se svými druhy vypátrán osmanskými úřady nedaleko obce Rusinovo. V krátkém ozbrojeném střetu byl Gruev zabit.

## Památka
O Gruevovi se zpívá v hymně Severní Makedonie, jejíž slova napsal Vlado Maleski roku 1942. Jeho jméno je v hymně provoláváno spolu s Pitu Gulim, Goce Delčevem a Jane Sandanskim (všichni byli členy VMRO). V druhé sloce hymny se zpívá: „Odnovo sega znameto se vee na Kruševskata Republika / Goce Delčev, Pitu Guli / Dame Gruev, Sandanski! Goce Delčev, Pitu Guli / Dame Gruev, Sandanski!“, tedy „Znovu vlaje vlajka Kruševské republiky! / Goce Delčev, Pitu Gruli, / Dame Gruev, Sandanski! / Goce Delčev, Pitu Gruli / Dame Gruev, Sandanski!“ (Pojem „Kruševská republika“ poukazuje na to, že v Kruševu začalo Ilindenské povstání.)